# Franz Abt
Pour les articles homonymes, voir Abt.
Franz Wilhelm Abt est un compositeur saxon, né à Eilenbourg (Royaume de Saxe) le 22 décembre 1819 et mort à Wiesbaden le 31 mars 1885.

## Biographie
Franz Abt montre très jeune un talent musical. Inscrit à l'École Saint-Thomas de Leipzig, il publie ses premières œuvres dans cette ville.
En 1841, il est maître de chapelle à Bernbourg, puis à Zurich. Il est ensuite directeur musical au théâtre de Brunswick, de 1852 à 1882.

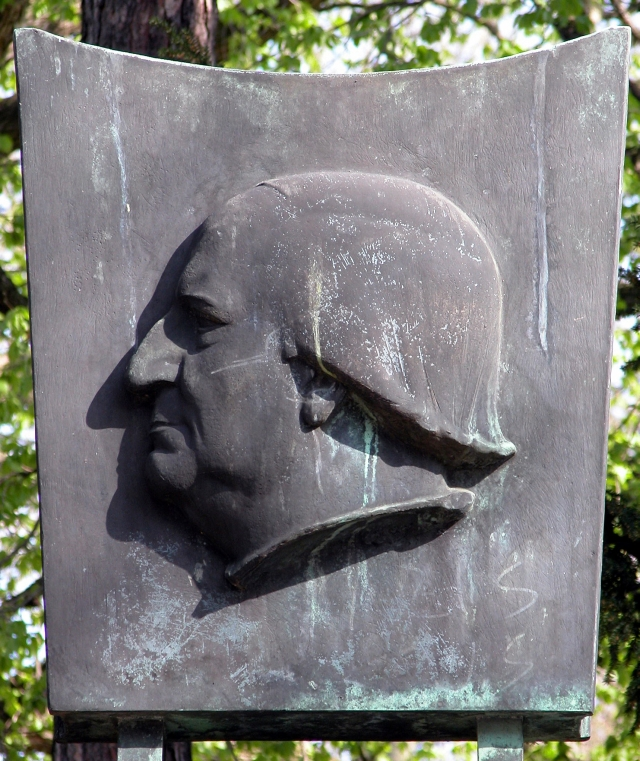
Monument Franz Abt à Brunswick.

## Œuvres
Il a composé plus de 500 œuvres, y compris nombre de chansons populaires, dont la plus célèbre est Wenn die Schwalben heimwärts ziehn.

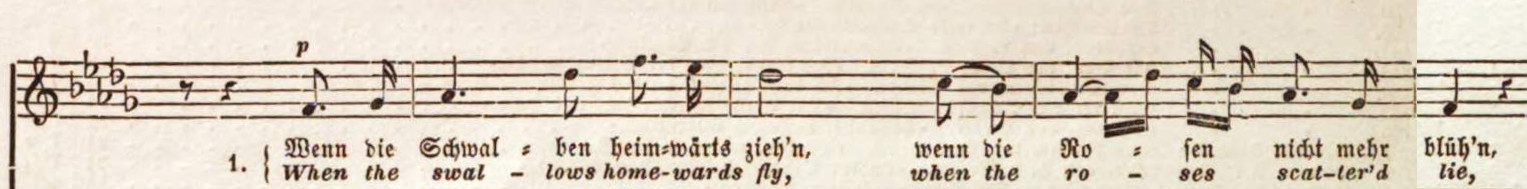
Incipit du lied « Wenn die Schwalben heimwärts zieh'n » op. 39 n° 1 de Franz Abt

### Lieder
- Abend ist’s geworden, Dunkel hüllt uns ein (texte: Georg Christian Dieffenbach (de))
- Alldeutschland
- Auf zum Himmel steigt die Lerche (Texte: Georg Christian Dieffenbach)
- Bist du mir nah (Texte: Thomas Moore)
- Das ist im Leben hässlich eingerichtet (Texte: Joseph Victor von Scheffel)
- Den Kiel umbrausen wild die Wogen (Texte: Carl Wilhelm Batz)
- Der Sommer ist vergangen (Texte: Georg Christian Dieffenbach)
- Du bist im Strahlenkleide (Texte: Eduard Kauffer)
- Du weißt ja wo (Texte: Peter Cornelius)
- Es blühet das Blümchen (Texte: Wilhelm Floto (de))
- Fahr wohl, mein Vaterland (Texte: Carl Wilhelm Batz)
- Gemäht sind die Felder, der Stoppelwind geht (Texte: Victor Blüthgen)
- Hänschen möcht ein Reiter sein (Texte: Georg Christian Dieffenbach)
- Hinaus in das Lustgeschmetter (Texte: Peter Cornelius)
- Ich kenne einen großen Garten (Texte: Georg Christian Dieffenbach)
- In den Augen liegt das Herz (Texte: Franz von Kobell)
- Kühl und stille ist die Nacht (Texte: Rudolf Bunge (de))
- Mein ewiges Lied bist du (Texte: Karl Heinrich Preller)
- Mit Jubel steigt die Lerche (Texte: Georg Christian Dieffenbach)
- Nun ist der laute Tag verhallt (Ave Maria op.533)
- O wär ich am Neckar, o wär ich am Rhein (Texte: Otto Roquette (de))
- O Schwarzwald, o Heimat. (Texte: Ludwig Auerbach (de))
- Schlafe wohl im Tal von Schatten (Texte: Ida von Düringsfeld)
- Schon fängt es an zu dämmern (Texte: Emanuel Geibel)
- Sennenlied, op. 69, No. 1. (Texte: Johann Jakob Sprüngli (de))
- Serenade (Texte: Rudolf Bunge)
- Sonne de Sonnen ich grüße dich (Texte: Karl Heinrich Preller)
- Tannengrün (Texte: Georg Christian Dieffenbach)
- Und willst du von mir scheiden (texte: Wilhelm Hertz)
- Veilchen unter dürren Zweigen (texte: Carl Preser)
- Vorbei vorbei die dunkle Nacht (texte: Georg Christian Dieffenbach)
- Waldandacht (texte:Leberecht Blücher Drewes, 1816–1870)
- Was du mir bist (texte: B. Rudolph)
- Wenn ich ein Vöglein wär (texte: Georg Christian Dieffenbach)
- Wie könnt’ ich dein vergessen (texte: August Heinrich Hoffmann von Fallersleben)
- St.-Albans-Messe C-Dur, op. 66

### Singspiele
- Des Königs Scharfschütz. Livret de H. Lindau. Komponiert 1873
- Reisebekanntschaften. 1 Acte. Livret de Xaver Franz Seidl. Création: 1875 Offenbach
- Die Hauptprobe. Date de création inconnue
- Die sieben Raben. Märchenspiel 1 Acte. Livret de Hermann Francke. Date de création inconnue
- Rübezahl. Märchenspiel 1 Acte. Livret de Hermann Francke. Date de création inconnue